# Modelos de geometría no euclidiana
Los modelos de geometría no euclidiana son modelos matemáticos de geometría que no cumplen el quinto postulado de Euclides, el que establece que dos rectas paralelas son equidistantes.
En los modelos geométricos hiperbólicos (geometría hiperbólica), dos rectas paralelas son divergentes; y en modelos geométricos elípticos (geometría elíptica), no existen líneas paralelas que pasen por un punto exterior. 
La geometría euclidiana se fundamenta en la noción de "plano euclidiano". El equivalente en geometría elíptica es una esfera, donde las líneas son circunferencias (por ejemplo la línea del ecuador o los meridianos del globo terráqueo), y puntos opuestos uno del otro son identificados (considerados ser el mismo). La pseudoesfera tiene la curvatura apropiada para modelar la geometría hiperbólica.